# Песоченка (Московская область)
Песоченка (до 27 мая 1998 года — посёлок Антроповского психоневрологического интерната) — посёлок сельского типа в Чеховском районе Московской области, в составе муниципального образования сельское поселение Любучанское (до 29 ноября 2006 года входил в состав Любучанского сельского округа), посёлок связан автобусным сообщением с райцентром и соседними населёнными пунктами.

## Население
| 2002 | 2006 | 2010 |
| ---- | ---- | ---- |
| 729  | ↗759 | ↘664 |

## География
Песоченка расположена примерно в 21 км (по шоссе) на северо-восток от Чехова, на безымянной речке бассейна реки Рожайка (правый приток реки Пахры), высота центра посёлка над уровнем моря — 183 м.
В Песоченке действует Антроповский психоневрологический интернат, также на 2016 год в посёлке зарегистрировано
1 садовое товарищество.